# Sudak
Sudak (en ruso y ucraniano: Судак)  es una ciudad costera situada al sur de Ucrania, en la República Autónoma de Crimea. Si bien fue invadida por Rusia en 2014, Crimea esta reconocida por el Derecho Internacional como parte de Ucrania. Sudak situada en la parte meridional de la costa de Crimea, a 107 kilómetros al este de Simferópol.

## Geografía
Sudak está situado en el centro de la costa suroriental de la península de Crimea, a 47 kilómetros al noreste de Alushta y 42 km al suroeste de Feodosia. La ciudad está situada en el valle de Baydar, en la orilla de la bahía de Yalta, limitado en el oeste de la montaña fortaleza, y desde al este - Cape Alchak. 
Ciudad cerrada desde la cresta al norte de las montañas cubiertas de hayas y robles del bosque, así como numerosos cinturones de bosques de pino de origen artificial. Al este se encuentra el valle árido Kapselskaya. Desde el oeste - la zona es típicamente especies mediterráneas.

## Clima

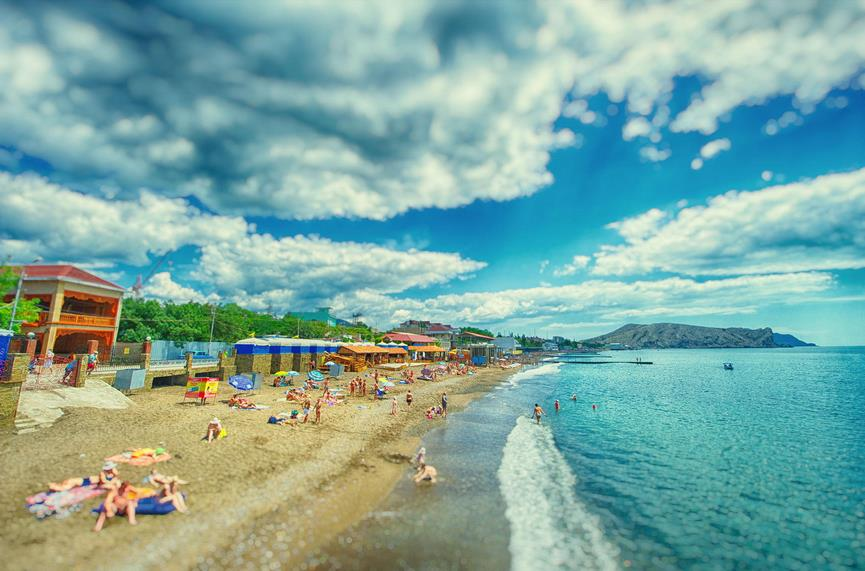
Playa.

Tiene las características de un clima mediterráneo seco, con inviernos suaves. No hay cambios bruscos de temperatura, debido a las protecciones del valle de Sudak con montañas por todos lados, excepto el sur. La temperatura media de enero es +1,8 °C, en julio de +23,2 °C. La temperatura máxima registrada es de 38 °C. Las precipitaciones son de 318 mm anuales. La temperatura media del agua en junio es de +18,7 °C, en julio de +22,7 °C, en agosto de +22,2 °C, en septiembre de +20,2 °C y en octubre de +17,4 °C.  La temporada de baño se extiende de junio a octubre (138 días). El número de horas de sol al año en 2550. Una humedad relativa media del 70-75%. La capa de nieve es poco sólido. El otoño es cálido y nublado.

## Historia
Antes del Kanato de Crimea, fue el principal puerto de Crimea y se le menciona como Soldaia, Sidagios, Sogdaia, Sudagra y Sugdaia, siendo la más próspera de las posesiones griegas hasta el punto de que los territorios bizantinos en la península eran llamados Sugdània. Los tártaros la llamaron Sudak (a veces Surdak), si bien Al-Idrisi lo menciona como Sholtadiya, seguramente corrupción del nombre genovés Soldaia.
La ciudad habría sido fundada en el año 212 en el siglo III por mercaderes griegos alanos llegados de Bizancio. Después mercaderes griegos fundaron Σουγδαία (una referencia a Sogdiana) en el siglo III. Justiniano I hizo construir una fortaleza. Fue atacada por jázaros el siglo VII, y le dieron el nombre de Suğdaq . En el siglo VIII, la Vida de San Esteban de Surozh la describe como dependencia bizantina y bajo el imperio bizantino fue sede de un arzobispado desde 786; con la crisis iconoclasta la ciudad habría aumentado la población considerablemente por las emigraciones provocadas por el conflicto. En el siglo IX fue atacada por el jefe ruso Bravlin. Parece que el dominio político estaba en manos de los jázaros (se cree que su gobernador o tudun para Crimea residía en la ciudad) desde poco después del 800 hasta el 1016 cuando los griegos derrotaron el señor Khazar  Tsulo; después fue parte del imperio nuevo si bien disfrutando de la autonomía que le daba la distancia.
Tras la conquista latina de Constantinopla en 1204, quedó en poder del Imperio de Trebisonda, que nombró a Teodoro Grabras que actuó como un príncipe vasallo del emperador, hasta el 1222 cuando pasó a los mongoles (la familia Gabráin conservó Mangup) . El 1224 se refugió el ejército y flota del sultán de Konya que la dominó un tiempo hasta hacia 1227. Los mongoles la volvieron a atacar en 1239 y la saquearon; en 1257 la visitó Rubruquis y en 1260 los hermanos Polo, de los cuales Marco era el hermano mayor y tenía una casa en Sudak (que en 1280 dejó en testamento a los franciscanos). 

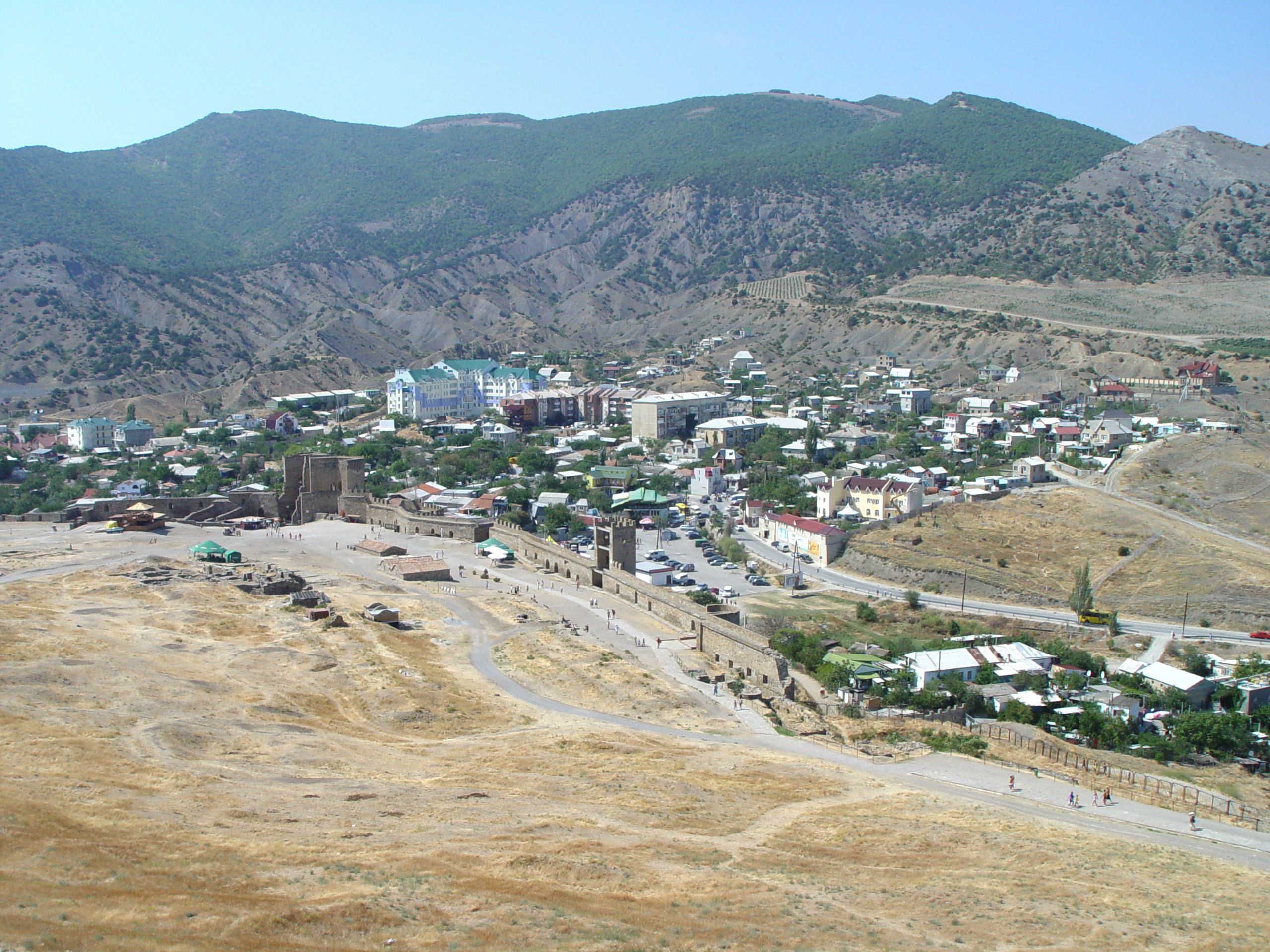
Interior de la fortaleza.

El 1281 un tratado entre Bizancio y Egipto estipulaba la libertad de movimiento de barcos y comerciantes de los dos países desde y hacia Sudak. Los venecianos fundaron una factoría donde en 1287 se instaló un cónsul. Los genoveses son mencionados desde 1274 y fueron en progresión. Ibn Battuta la visitó y dijo que era uno de los «cuatro puertos del mundo». 
Al inicio del siglo XIV cuando los tártaros se hicieron musulmanes, expulsaron a los cristianos, pero Uzbeg Kan les permitió regresar en 1323. Los genoveses estaban sólidamente instalados en Kaffa desde 1314 y desde allí se apoderaron de Sudak el 18 de junio de 1365; la ciudad quedó entonces en manos de los genoveses, que convirtieron las iglesias griegas (ortodoxas) en latinas (católicas). Un tratado con los mongoles les permitió oficializar su presencia con el nombre de colonia de Gaza. 

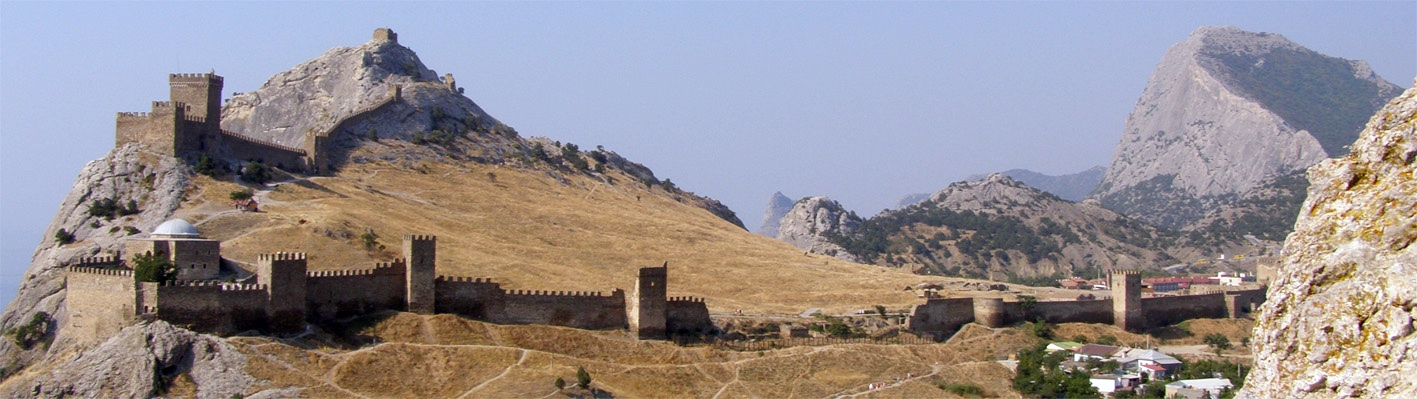
Panorama de la fortaleza genovesa de los siglos XIV-XV.

Los genoveses construyeron una formidable fortaleza y la ciudad fue administrada por un cónsul subordinado al cónsul general de Kefe (Kaffa), que era la capital de la colonia. Conservaron la ciudad y sus alrededores hasta julio de 1475 cuando pasó a los otomanos, antes de cederla al janato de Crimea, tras un largo asedio con obstinada resistencia; una parte de los habitantes se refugió en una iglesia donde fueron encerrados y se le prendió fuego, muriendo todos (las dudas sobre esta noticia se desvanecieron por las excavaciones hechas en 1928 que encontraron restos). Ya antes de la conquista turca la ciudad estaba en decadencia y su actividad descendía año tras año y en adelante perdió toda importancia.
En 1771 fue ocupada por el ejército ruso mandado por Piotr Rumiántsev. En 1783 Rusia anexionó Crimea. Los tártaros emigraron en masa y los cristianos fueron instalados en otros lugares y en 1805 sólo vivían tres docenas de habitantes. No adquirió estatus de ciudad hasta 1982.

## Demografía
| Gráfica de evolución de Sudak entre 1805 y 2018 |
|                                                 |

| 1805 | 1926  | 1939  | 1966  | 1989   | 2001   | 2004   | 2005   | 2006   | 2009   | 2010   | 2011   | 2012   |
| ---- | ----- | ----- | ----- | ------ | ------ | ------ | ------ | ------ | ------ | ------ | ------ | ------ |
| 33   | 1.877 | 3.247 | 8.100 | 15.316 | 15.050 | 15.071 | 14.590 | 14.800 | 15.112 | 15.171 | 15.234 | 15 368 |

En Sudak hay una variedad lingüística extensa al igual que en el resto de la península. Los idiomas locales se distribuyen en ruso hablado por el 77,8% de la población, tártaro de Crimea por el 9,7%, el ucraniano por el 9,2% de la población y luego un 0,6% habla armenio y un 2,7% restante habla otras leguas. 

## Miscelánea

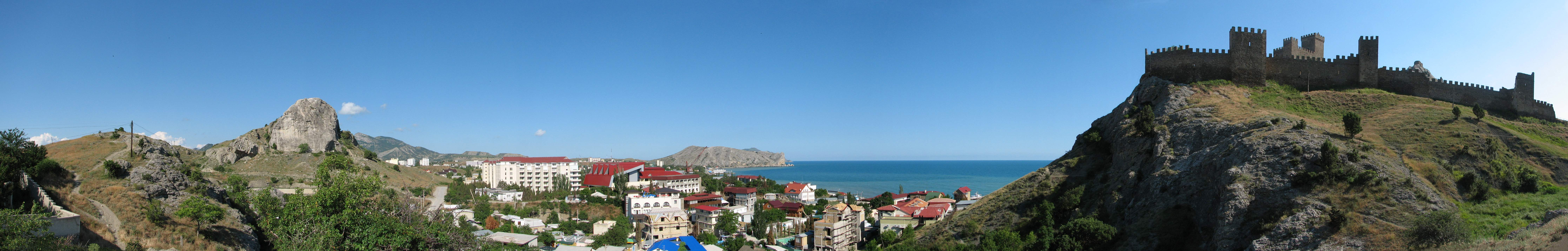
Panorama de Sudak.